# 海田町立海田西中学校
海田町立海田西中学校（かいたちょうりつかいたにしちゅうがっこう）は、広島県安芸郡海田町にある中学校である。海田町立海田西小学校・海田町立海田小学校の卒業生が基本的に進学する。
月火水木金の5日間 6時間授業が行われる。　　　　　　掃除は各自水曜日以外15分間無言清掃 縦割り班で行っている登校時間は7時から8時10分　　　　　　　　　　　　下校時刻は16時20分頃から最高18時30分　　　　　各授業の間の休憩時間は10分間。給食後の休憩が20分＋休憩時間計30分間 掃除後は15分間である。
委員会活動は原則水曜にあり　　　　　　　　　　　　　　　　　学級委員会、美化委員会、図書委員会、保健委員会、文化委員会の5つと執行部（生徒会）がある　
以前までは昼食が弁当持参であったが給食が配られるようになってからは各クラス3分割した列の人が給食当番として給食を配膳するようになっている　　　コロナ禍では給食の黙食を徹底するため 給食中にリクエストした音楽が流れていたが コロナ明け後は黙食の必要がなくなり、原則水曜日がリクエストした音楽を流し、それ以外の日はオーケストラやオルゴールの音楽が流れている。
IT教育の一環で各クラスと音楽室 理科室に電子黒板が設置され 生徒一人一人にタブレット型PCが貸出されている。
総合的な学習の時間では3年間SDGsをテーマに様々なことを行っている。1年生ではタブレットを使用した検索学習 2年生では職場体験を元にした各企業のSDGsの取り組み 3年生では海田町のSDGsについてまとめたものを文化祭で発表している。
令和6年度からは目安箱が設置され　　　　　　　　生徒の要望がより生徒会や先生に伝わりやすくなった。 校則や学校についてのことなど様々な要望があり、実際にツーブロックが認可されるようになっている。
年度終わりに生徒会作品と称して3学年合同の共同制作を行っており、1桁生や1X期生の作品が校内に残っている。

## 沿革
- 1988年4月1日 海田町立海田中学校から分離。

## 部活動
部活動は運動系が7個文化系が3個の計10個存在する。それぞれ決まった曜日に部活動を行う。

### 運動部
- 野球部
- サッカー部
- ソフトテニス部（女子）
- バスケット部（女子）
- バレー部（女子）
- 卓球部
- 陸上部

### 文化部
- 吹奏楽部
- 文化部
- 茶道部

## 体育祭と文化祭
- 開校年度は、グラウンドが工事中であったため、体育祭は実施できなかった。そのため、文化祭と体育祭は 開校年度からの回数が一致していない。
- 体育祭は例年6月頃の一学期にあり主な競技としては徒競走や学年種目 生徒会種目など様々。体育祭終盤ではフォークダンスを行っている。令和5年度からは1組2組で別れていたのが青組ピンク組と別れ、各種目ごとで点が決まり 優勝組が優勝旗を得る。
- 文化祭は2部構成となっている　　　　　　　　　第1部の始めは合唱祭となっており各クラスが校歌と合唱曲を歌う。 合唱祭の後は総合的な学習の時間の発表、ビブリオバトル等が行われる。第1部が終わるとお昼休憩となる。コロナ明けからうどんやおにぎりの販売が再開し、海田高校からの出店もある。食事の後は第2部の開始まで校内の生徒作品を鑑賞したり有志の展示を鑑賞したりする。　　　　　　　　　　　　　　　　第2部は有志による発表があり、ダンスや歌等がある。その他海田高校の生徒による発表や吹奏楽部による演奏がある。第2部終了後は合唱祭の結果発表があり、最優秀賞を獲得したクラスは コンクールへと出場をする。

## 校歌
- 作詞は、開校当時の在学生等がアイデアを出し国語科の監修で作成されている。よって作詞は個人名ではなく、

　「海田西中学校」となっている。歌詞には、１番に「緑あふれる日の浦山」２番に「白鷺の舞うつくも川」
　３番に「青く広がる安芸の灘」と、学校が所在する海田町の自然が取り入れてある。

## 著名な卒業生
- うえむらちか - 女優
- 勝丸恭子 - NHK広島放送局お天気キャスター、気象予報士